# Cykl ksantofilowy

Przekształcanie zeaksantyny w wiolaksantynę w cyklu ksantofilowym.

Cykl ksantofilowy – zachodzi w błonach tylakoidów i jest jednym z mechanizmów chroniącym rośliny przed fotoinhibicją. Podczas oświetlania roślin silnym światłem barwniki fotosyntetyczne absorbują więcej energii świetlnej niż jest konieczne do przeprowadzania fotosyntezy. W przypadku gdy energia wzbudzenia chlorofilu nie może być przekazana do centrum reakcji chlorofil ze stanu singletowego przechodzi do stanu trypletowego, co prowadzi do wytwarzania reaktywnych form tlenu – tlenu singletowego. W silnym świetle jeden z barwników wchodzących w skład kompleksów antenowych – wiolaksantyna przekształcany jest w zeaksantynę. Reakcja ta katalizowana jest przez deepoksydazę wiolaksantyny, a produktem pośrednim reakcji jest anteraksantyna. Reakcja ta rozpoczyna się, gdy na skutek działania fotosyntetycznego łańcucha transportu elektronów do wnętrza tylakoidu (lumen) zostanie przeniesiona znaczna ilość jonów wodorowych – następuje zakwaszenie wnętrza tylakoidu. Powstała zeaksantyna posiada zdolność do przejmowania energii z wzbudzonego chlorofilu w stanie trypletowym i rozpraszania jej w postaci ciepła. Chroni to fotoukłady przed uszkodzeniem podczas nadmiernego oświetlania.
W ciemności lub przy niskim natężeniu światła zeaksantyna przekształcana jest w wiolaksantynę przez enzym – epoksydazę zeaksantynową, także w tej reakcji produktem pośrednim jest anteraksantyna. Wiolaksantyna może absorbować światło o długości fali nie absorbowanej przez chlorofil. Energia wzbudzenia wiolaksantyny przekazywana jest na cząsteczkę chlorofilu, a następnie do centrum reakcji fotoukładu. Dzięki temu mechanizmowi długości fali, nie absorbowane przez chlorofil stają się także użyteczne w procesie fotosyntezy.